# Donald Reignoux
Donald Reignoux (nascido em 20 de maio de 1982) é um ator francês mais conhecido por seus papéis de dublagem e rádio.[carece de fontes?] Reignoux é conhecido por dublar o personagem Homem-Aranha em The Amazing Spider-Man, The Amazing Spider-Man 2 e no jogo Spider-Man (2018) . Ele também é conhecido por dublar o ator Jesse Eisenberg em A Rede Social e alguns filmes do DCEU, como Batman vs Superman: A Origem da Justiça, Liga da Justiça e Liga da Justiça de Zack Snyder.
Donald Reignoux, de acordo com seu perfil na rede social francesa Copains d'avant, estudou na escola Turpault em Bois-d'Arcy entre os anos de 1988 e 1993 e, posteriormente, na escola Mozart na mesma cidade entre 1994 e 1996.

## Dublagem
Reignoux começou a atuar como dublador aos dez anos de idade, em 1992, apoiado pela atriz e cantora Claude Lombard. Então atuou como dublador em filmes de televisão por alguns anos antes de começar a dublar regularmente aos 16 anos.[carece de fontes?]
Entre 1998 e 2000, ele emprestou sua voz para T.J. Detweiler na animação da Disney Recess e para Tai Kamiya e Wormmon nas duas primeiras temporadas do anime Digimon. De 1998 a 2016, ele emprestou sua voz a Shinji Ikari, personagem do anime Neon Genesis Evangelion.
Em 2001, Reignoux começou a dublar os personagens Titeuf e Hugo na série de animação francesa Titeuf.
Em 2012, ele emprestou sua voz a Soluço, filho do líder viking de uma vila chamado Berk, no filme de animação Como Treinar o seu Dragão.

## Papéis como dublador

### Animação televisiva
- The Adventures of Jimmy Neutron, Boy Genius (Carl Wheezer)
- Os Incríveis Espiões (Lee)
- Jake Long: O Dragão Ocidental (Brad Morton)
- Ginger (Blake Gripling)
- Batman: Bravos e Destemidos (Arqueiro Verde)
- Ben 10: Força Alienígena (Kevin Levin)
- Blaze e os Monster Machine (Blaze)
- KND - A Turma do Bairro (Número 4)
- Danny Phantom (Danny Phantom)
- Digimon (Tai Kamiya, Wormmon)
- DuckTales - Os Caçadores de Aventuras (Luisinho)
- Os Padrinhos Mágicos (Elmer)
- Futurama (Cubert)
- Legion of Super Heroes  (Brainiac 5)
- Lilo e Stitch: A Série (Keoni Jameson)
- O Ônibus Mágico (Carlos)
- Martin Mystery (Marvin)
- Mr. Baby (Rudy)
- Meu Pai é um Roqueiro (Buzz Sawchuck)
- Neon Genesis Evangelion ( Shinji Ikari )
- A História Sem Fim (Bastian Balthazar Bux)
- Patrulha Canina (François, Jake)
- Os Pinguins de Madagascar (Mort)
- Phineas e Ferb (Phineas Flynn)
- TV Quack (Luisinho)
- Hora do Recreio (TJ Detweiler)
- Rocket Power (Otto Rocket)
- Scissor Seven (Michelangelo Qiang)
- Skyland (Mahad)
- Titeuf (Titeuf)
- Três Espiãs Demais (Arnold)
- Justiça Jovem ( Robin )

### Cinema
- Super Mario Bros. O Filme (Kamek)
- Anastasia (Jovem Dimitri)
- Carros (D.J.)
- Deu a Louca na Chapeuzinho (Ligeirinho)
- Horton e o Mundo dos Quem (Jojo)
- Como Treinar o Seu Dragão (Soluço)
- James e o Pêssego Gigante (James Henry Trotter)
- A Família do Futuro (Carl)
- Meu Amigo Totoro (Kanta Ōgaki)
- Hora do Recreio (T.J. Detweiler)
- Space Chimps: Micos no Espaço (Ham)
- A Viagem de Chihiro (Haku)
- Em Busca do Vale Encantado 2, 3,4, 5 (Littlefoot)
- Toy Story (Andy Davis)
- O Lorax: Em Busca da Trúfula Perdida (Once-ler)
- Frozen ( Kristoff )
- Detona Ralph (Conserta Felix Jr.)
- Big Hero 6 (Fred)
- Promare (Lio Fotia)

### Jogos
- Carros (D.J.)
- Kingdom Hearts (Sora)
- Kingdom Hearts II (Sora)
- Psychonauts (Razputin)
- Overwatch (Lúcio)
- The Legend of Zelda: Breath of the Wild (Yunobo)
- Detroit: Become Human (Connor)
- Spider-Man (2018) (Homem-Aranha)
- No Straight Roads (Zuke)
- Tom Clancy's Ghost Recon Wildlands (Weaver)